# 双井街道 (哈尔滨市)
双井街道是中国黑龙江省哈尔滨市呼兰区下辖的一个街道，位于呼兰区城东部。

## 行政区划
双井街道下辖以下社区：
建设社区、萧红社区、光明社区、奋斗社区、希望社区、兴盛社区和永兴村。